# Pyrrolysine
La pyrrolysine (abréviations IUPAC-IUBMB : Pyl et O) est un acide α-aminé dont l'énantiomère L est l'un des 22 acides aminés protéinogènes, encodé sur les ARN messagers par le codon-stop ambre UAG en présence d'une séquence d'insertion appelée élément PYLIS. Il n'a été identifié que chez des archées méthanogènes, dans des enzymes spécifiques à leur métabolisme particulier.

## Expression génétique de la pyrrolysine
Ce dérivé de la lysine est codé par le codon UAG (codon-STOP « Ambre » chez la majorité des autres organismes). Ce codon est probablement modifié par la présence d'une séquence spécifique en aval, nommée élément PYLIS (de l'anglais pyrrolysine insertion sequence), qui forme une structure en épingle à cheveux (ou « tige-boucle ») dans l'ARNm, forçant l'incorporation d'un résidu pyrrolysine au lieu de terminer la traduction.
Également, le codon-STOP UAG semble être utilisé beaucoup moins souvent que les autres codons-STOP et, lorsqu'il est rencontré dans une structure ouverte en lecture, il est toujours suivi peu après par un ou plusieurs des deux autres codons-STOP.
Proche d'un groupe (cluster) de gènes de la méthyltransférase de Methanosarcina barkeri (en) se trouve le gène pylT, qui code un ARN de transfert (ARNt) inhabituel avec un anticodon CUA. Le gène pylS adjacent encode une aminoacyl-ARNt synthétase de classe II qui charge l'ARNt dérivé du pylT avec la pyrrolysine.
L'opéron contenant pylT et pylS se trouve également dans le génome séquencé d'autres membres de la famille des Methanosarcinaceae. Des homologues de pylS and pylT ont été décrits dans la bactérie à Gram positif Desulfitobacterium hafniense (en). La fonction de ces gènes putatifs dans ces organismes demeure inconnue. Il a été démontré à l'origine que l'ARNt (CUA) codé par pylT peut se charger de la lysine par PylS. Plus récemment, il a été montré que l'ARNt (CUA) peut être chargé avec la lysine in vitro avec l'action concertée des Lysyl-ARNt synthétases de classe I et de classe II de M. barkeri (en). Le chargement d'un ARNt (CUA) avec la lysine est l'hypothèse originelle de la première étape dans la traduction des codons UAG (ambre) en pyrrolysine chez certains méthanogènes. Le modèle actuel fondé sur des données in vitro et in vivo est en faveur de l'hypothèse du chargement direct de la pyrrolysine sur l'ARNt (CUA) par la protéine produite par le gène pylS. Ceci fait de la pyrrolysine le 22e acide aminé naturel codé génétiquement.